# Comuna Bobrînka, Bobrîneț
Bobrînka (în ucraineană Бобринка) este o comună în raionul Bobrîneț, regiunea Kirovohrad, Ucraina, formată din satele Bobrînka (reședința), Horihivka și Varlamivka.

## Demografie
Componența lingvistică a comunei Bobrînka
     Ucraineană (96,7%)
     Rusă (1,44%)
     Alte limbi (1,03%)
Conform recensământului din 2001, majoritatea populației comunei Bobrînka era vorbitoare de ucraineană (96,7%), existând în minoritate și vorbitori de rusă (1,44%).